# Фефилов, Александр Иванович
Алекса́ндр Ива́нович Фефи́лов (род. в 1950) — советский и российский лексиколог, доктор филологических наук, профессор; декан факультета лингвистики и международного сотрудничества и заведующий кафедрой общего и германского языкознания в Ульяновском государственном университете.

## Биография
В 1973 году окончил Лейпцигский университет в Германии по специальности «Романо-германские языки и литература» (Квалификация «Филолог-германист. Преподаватель»).
Кандидат филологических наук с 1979 года. Диссертацию защитил в Калининском государственном университете 25 июня 1979 года на заседании специализированного совета К 063.97.04 по специальности 10.02.04 Германские языки. Учёное звание доцента по кафедре немецкого языка присвоено 21 марта 1984 года.
Доктор филологических наук с 1993 года, специальность Теория языкознания. Учёная степень присуждена 18 июня 1993 года по результатам защиты диссертации в специализированном совете филологического факультета Санкт-Петербургского государственного университета Д 063.57.08 11 марта 1993 года.
В 2001 году присвоено учёное звание члена-корреспондента Академии Наук Республики Татарстан.
Стаж педагогической работы в вузе и общий научно-педагогический стаж — 27 лет.
Декан факультета лингвистики и международного сотрудничества и заведующий кафедрой общего и германского языкознания в Ульяновском государственном университете.
Член Учебно-методического объединения по лингвистическому образованию при Московском государственном лингвистическом университете.